# Енос (шимпанзе)

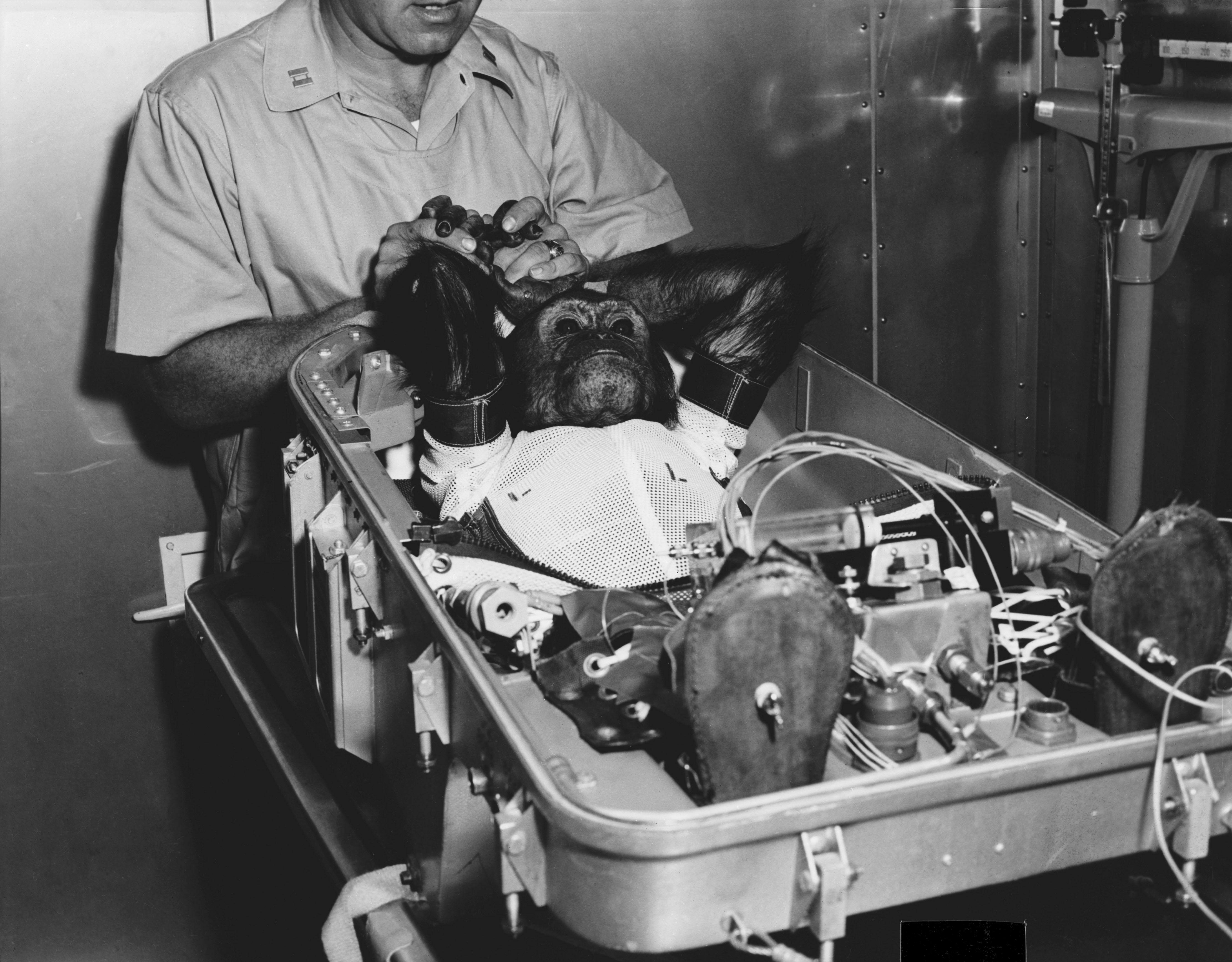
Енос готується до введення в капсулу Mercury-Atlas 5 у 1961 році.

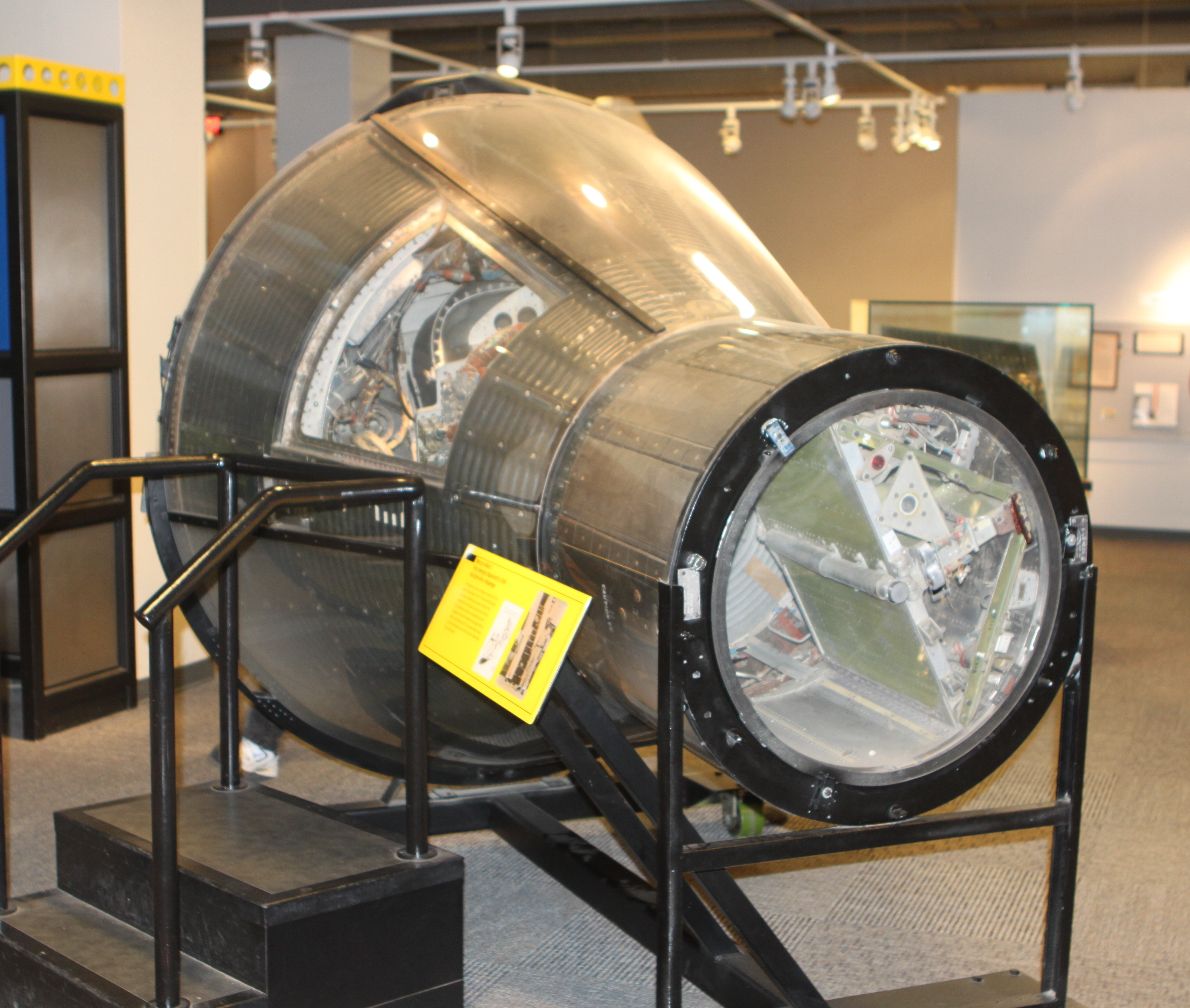
Космічна капсула Еноса під час місії Mercury-Atlas 5, виставлена в Музеї життя і науки в Дарем, Північна Кароліна

Енос (нар. 1957 — 4 листопада 1962) — другий шимпанзе, який був запущений у космос НАСА. Він став першим і єдиним шимпанзе і третім гомінідом після космонавтів Юрія Гагаріна і Германа Тітова, який облетів Землю. Політ Еноса відбувся 29 листопада 1961 року.
Еноса привезли з ферми рідкісних птахів у Маямі 3 квітня 1960 року. Він пройшов понад 1250 годин навчання на базі Університету Кентуккі та Холломана ВПС. Тренування були більш інтенсивними для нього, ніж для його попередника Хем, який став першою великою мавпою в космосі в січні 1961 року, оскільки Енос був підданий невагомості протягом більш тривалих періодів. Його навчання включало навчання психомоторики та польотам на літаку.
Енос був обраний для участі в проєкті Меркурій лише за три дні до запуску. За два місяці до цього NASA запустило Mercury-Atlas 4 13 вересня 1961 року для виконання ідентичної місії з «симулятором члена екіпажу» на борту. Енос полетів у космос на борту Mercury-Atlas 5 29 листопада 1961 року. Він завершив перший виток навколо Землі за 1 годину 28,5 хвилин.
Планувалося, що Енос здійснить три витки, але після двох, місія була перервана. Було виявлено дві проблеми: перегрів капсули та несправний тест на «помилкові дії», який, у випадку неправильних дій, бив тварину струмом. Через що примат отримав 76 ударів електричним струмом.
Після приводнення капсулу доставили на борт есмінця USS Stormes. Еноса зустріли його тренери з ВПС. На наступний день він був доставлений на Бермудські острови.
Політ Еноса був репетицією до запуску місії Mercury-Atlas 6, яку зробив Джон Гленн 20 лютого 1962 року і став першим американцем, який вийшов на орбіту Землі. До цього були здійснені суборбітальні космічні польоти астронавтами Аланом Шепардом і Вірджилом Гріссом.
4 листопада 1962 року Енос помер від дизентерії, спричиненої шигельозом, який був стійкий до відомих на той час антибіотиків. Два місяці до смерті він був під постійним наглядом. Паталогоанатоми не виявили інших причин смерті що могли бути пов'язані з польотом у космос.